# ZTE
ZTE är en kinesisk tillverkare av telekomutrustning, grundad 1985. Företaget tillhandahåller olika sorters telekomutrustning, både sådan de tillverkar under eget varumärke och i form av så kallad OEM-tillverkning, alltså tillverkning åt andra företag. 
ZTE var under 2010 uppmärksammade då de lanserade androidtelefonen Blade under eget varumärke i en stor mängd länder, däribland Sverige. Anledningen till den stora uppmärksamheten kring denna telefon är att den är en budgetmobil som tävlar med telefoner i de högre prisklasserna.
Företaget var 2011 världens fjärde största mobiltelefontillverkare.
ZTE har olika tillverkningsserier: ZTE Blade och ZTE Axon. De mobilerna som har "ZTE Axon" i sitt namn är "Flagship phones" medan mobiler med "ZTE Blade" i namnet är "Mid range phones" eller "Budget phones" som kan kosta under 200$. De använder operativsystemen Android eller ZTE-utvecklade MiFavor. Den första versionen av MiFavor var baserad på Android 4.4. Den nyaste (2021) versionen av MiFavor är baserad på Android 11. Både ZTE Axon 30 Pro 5G och ZTE Axon 30 Ultra 5G har MyOS 11 som är baserat på Android 11 och förmodligen utvecklat av ZTE. 
ZTE har en kinesisk hemsida (slutar med .cn), och en sida som slutar på ".com".
Mobiler i serien "ZTE Axon"  är:  
- ZTE Axon 2
- ZTE Axon Mini
- ZTE Axon 7
- ZTE Axon 9
- ZTE Axon 10 pro
- ZTE Axon 11
- ZTE Axon 11 4g
- ZTE Axon 11 5g
- ZTE Axon 20.
- ZTE Axon 30 Pro 5G
- ZTE Axon 30 Ultra 5G

ZTE har lanserat flera mobiler med priser under 200 $.